# Kriegsmarine
La Kriegsmarine («Marina de guerra» en alemán) fue la armada de la Alemania nazi entre 1935 y 1945, sucesora de la Marina Imperial Alemana que combatió en la Primera Guerra Mundial y de la Reichsmarine de la República de Weimar. Era una de las tres ramas de la Wehrmacht, las fuerzas armadas unificadas del III Reich. Estaba compuesta por submarinos, fragatas, acorazados, acorazados de bolsillo, cruceros, destructores y un portaaviones.
La Kriegsmarine creció rápidamente durante el rearme alemán en los años 1930. En enero de 1939 se ordenó el Plan Z que preveía la construcción de numerosos barcos. Los navíos de la Kriegsmarine participaron activamente en la guerra civil española y, sobre todo, en la Segunda Guerra Mundial. Su comandante en jefe fue Adolf Hitler, que ejerció su autoridad a través del Oberkommando der Marine, el Alto Mando de la Marina.
Las unidades más numerosas, famosas y efectivas de la Kriegsmarine fueron los submarinos U-boot, que se construyeron en masa para sustituir a muchas de las unidades canceladas del Plan Z y que atacaron en grupo los convoyes mercantes Aliados durante la batalla del Atlántico. Junto a estos sumergibles se emplearon como corsarios buques pesados de superficie en la primera mitad del conflicto para interrumpir las rutas de suministros del enemigo. Sin embargo, la creación de fuertes escoltas de convoyes redujo su efectividad, y muchos de los barcos fueron envidados a dar soporte artillero en el Mar Báltico a las tropas alemanas que combatían contra los soviéticos. Al finalizar la contienda las unidades de la Kriegsmarine fueron repartidas entre los Aliados.
Después de la Segunda Guerra Mundial la armada de la República Federal Alemana (RFA) se denominó Bundesmarine («Armada federal») y la armada de la República Democrática Alemana (RDA) se denominó Volksmarine («Armada Popular»). Hoy en día, la armada alemana se llama Deutsche Marine («Armada alemana»).

## Antecedentes

Insignias para el casco utilizadas por la Kriegsmarine hasta 1940 (año en que se ordenó la retirada del emblema tricolor). La marina de guerra utilizaba el emblema del águila en el costado izquierdo y el tricolor en el derecho.

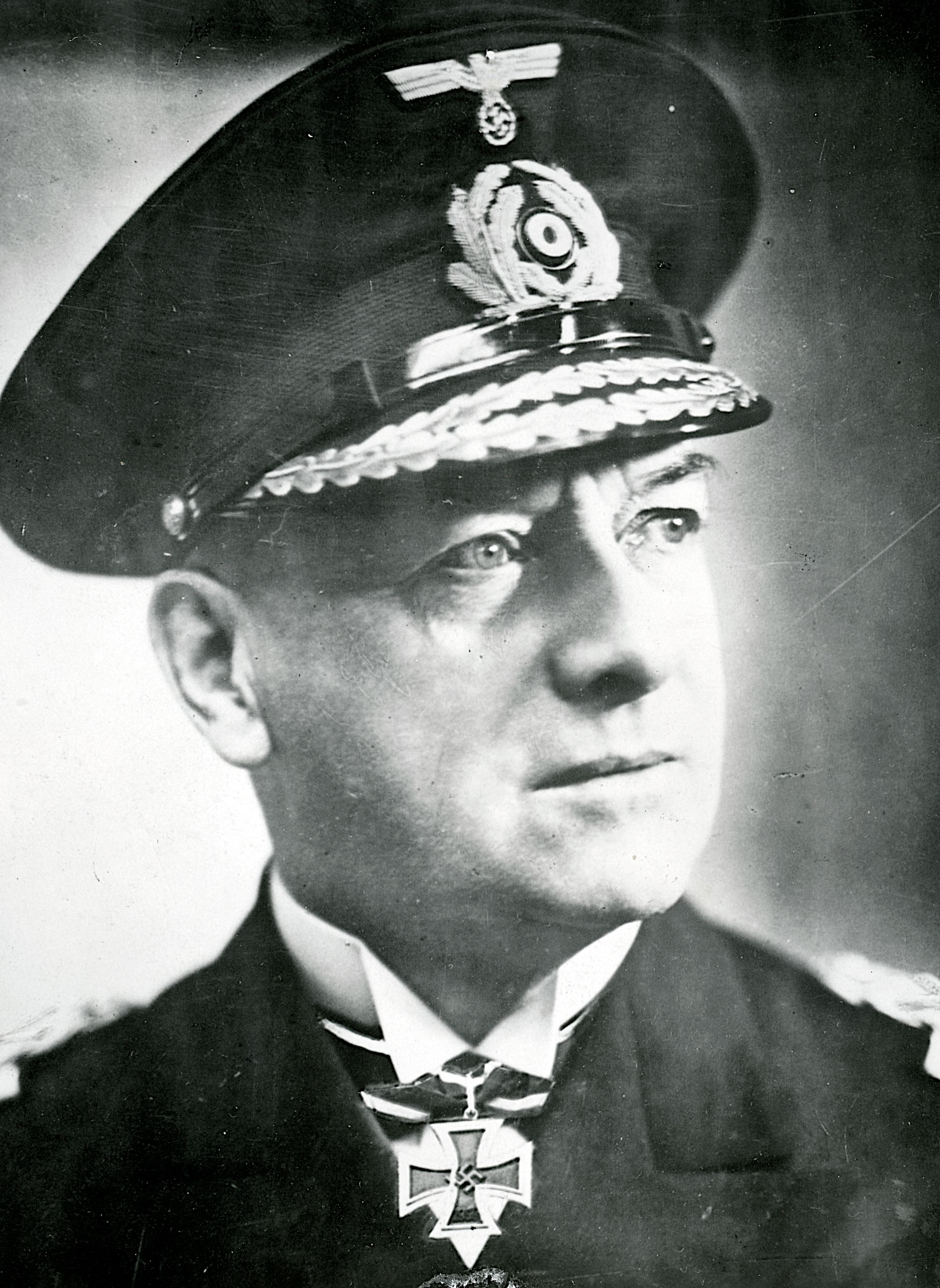
Großadmiral (Gran Almirante) Erich Raeder; era comandante general de la Kriegsmarine al iniciarse la Segunda Guerra Mundial en septiembre de 1939; a su renuncia, fue sucedido por el almirante Karl Dönitz.

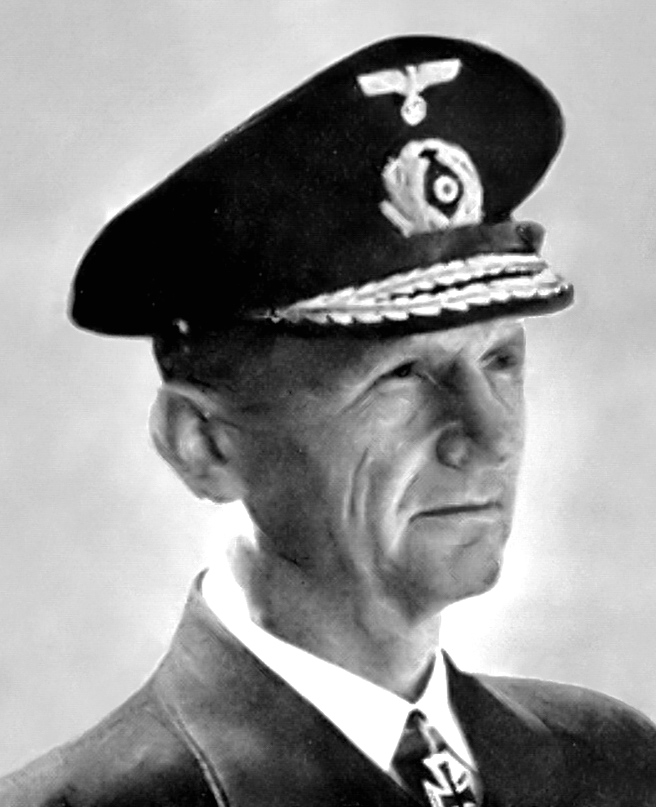
Großadmiral (Gran Almirante) Karl Dönitz.

Mediante el convenio naval germano-británico del 18 de junio de 1935, los dos países se habían puesto de acuerdo para que la flota alemana no sobrepasara el 35 % del tonelaje de la flota británica. Esta proporción era aplicable en todas las categorías de buques; solo los submarinos podían alcanzar el 45%, y aún a partir de 1938, el 100%. Con la firma de este tratado se pensó en una paz duradera. Con la firma de este convenio, Alemania reconocía en parte la supremacía naval del Reino Unido. Se alejaba, en teoría, una carrera de armamentos naval, como la que había tenido lugar antes de la Primera Guerra Mundial.
En fecha tan lejana como es el 15 de julio de 1935, el almirante Erich Raeder, comandante en jefe de la Kriegsmarine, dirigió a sus oficiales una circular, en donde se lee: 

El acuerdo ha nacido del deseo de evitar para siempre hasta la posibilidad de un conflicto entre Alemania e Inglaterra.
Comentario del almirante Erich Raeder al tratado naval con Reino Unido, 15 de julio de 1935

Cuatro años después, todo había cambiado. Los éxitos logrados en Austria y Checoslovaquia habían cegado a Hitler hasta el punto de creer que el Reino Unido asistiría «inactivo y silencioso» a sus planes expansionistas. Reunido con sus generales y almirantes, al exponer sus planes expansionistas sobre Polonia el 22 de agosto de 1939 declaraba: 

La situación de Inglaterra es actualmente muy precaria. Me parece excluida la posibilidad de que un hombre de estado británico cargue sobre sí la responsabilidad, frente a tal situación, de comprometer a su país en una guerra.
Declaraciones de Adolf Hitler sobre sus planes expansionistas en Europa, 22 de agosto de 1939

El comodoro Karl Dönitz, había sido comandante de un sumergible durante la Primera Guerra Mundial. Después de la firma del tratado con el Reino Unido, Alemania recibió tres pequeños submarinos del tipo II al que los marineros alemanes denominaron «piraguas».
En agosto de 1939, la Kriegsmarine contaba con veintidós buques que operaban en el Atlántico. La experiencia había enseñado a la Armada alemana, que era preciso disponer de un tercio de los buques en puerto y otro tercio navegando, ya sea hacia el teatro de operaciones navales o regresando de él. Así, en las condiciones más óptimas de la época, fueron siete los submarinos que se podían disponer en el frente. Ante el anuncio de Hitler, era imposible hacer seriamente la guerra con semejante dotación.
En lo referente a los acorazados, cruceros y portaaviones, la situación era sumamente crítica, ya que su programa de construcciones navales, previsto para diez años, llamado (PLAN-Z), se encuentra en sus comienzos. Dicho plan estaba diseñado para que, al cabo de esos diez años, Alemania tuviera una flota muy equilibrada de modernos navíos, capaz de representar dignamente los intereses marítimos alemanes y revalorizar la alianza. A causa de las limitaciones impuestas por el tratado de 1935, era evidente que esta flota no estaba diseñada para hacer la guerra al Reino Unido.

## Plan Z
El Plan Z fue el programa de construcciones navales de la Kriegsmarine anterior a la Segunda Guerra Mundial. A mediados de la década de 1930, en los altos mandos alemanes se discutió sobre la clase de programa a escoger. Hubo dos opiniones en aquel entonces.
La primera alternativa se enfocaba en la construcción de una gran flota submarina y una pequeña flota de buques de superficie para la protección de la costa. Este plan, que basaba la potencia de la Kriegsmarine en los U-Boot, era el preferido por los altos mandos. La segunda alternativa preveía una flota combinada de buques de superficie y una flota más pequeña de submarinos, a semejanza de la ex Kaiserliche Marine y parecida a la de la Marina Real Británica. Al plan de construcciones navales que se escogió, con modificaciones, se le denominó Plan Z.
De acuerdo con el marino y escritor Luis de la Sierra en su obra La guerra naval en el Atlántico (pp. 20–21) algunos de los navíos a construir serían:
- Seis acorazados de 54.000 t de desplazamiento, armados con ocho cañones de 406 mm y 12 de 150 mm; movidos por 12 motores diésel que proporcionarían una velocidad máxima de 30 nudos y una autonomía de 32 000 millas.
- Tres cruceros de batalla de 30 000 t y armados con ocho piezas de 380 mm con propulsión mixta diésel-turbina de vapor que daría 34 nudos de velocidad y 28 000 millas de alcance.
- Cuatro portaaviones de 20 000 toneladas (incluidos los dos puestos en grada en 1936) con 55 aeronaves, 16 piezas antiaéreas de 150 mm y una velocidad máxima de 34,5 nudos.
- Dieciséis cruceros de 8000 toneladas armados con ocho cañones de 150 mm y dotados con una maquinaria que proporcionaría una velocidad de 35,5 nudos y una autonomía de 16.000 millas.
- Veintidós cruceros exploradores de 5000 toneladas dotados de seis piezas de 150 mm, capaces de andar a 36 nudos y con un alcance de 16.000 millas.
- Sesenta y ocho destructores.
- Noventa torpederos.
- Doscientos cuarenta y nueve submarinos.
- Trescientos buques de otros tipos: Minadores, dragaminas, lanchas rápidas, cazasubmarinos, etc.

Dichas naves debían ser construidas entre 1939 y 1946 y el personal naval de la Kriegsmarine debía ser ampliado a 201.000 hombres a un costo de 33.000 millones de Reichsmarks. Este proyecto nunca se hizo realidad, debido a que, por un lado, nunca se contó con los recursos que requería el ambicioso plan, y por otro, no iba a pasar desapercibido a las otras naciones europeas.
La realización del Plan Z comenzó el 29 de enero de 1939, con la construcción de dos acorazados de la clase H. Pero, solo cuatro meses después, Alemania atacó a Polonia y se paralizaron todos los trabajos que seguían el Plan Z, a causa de las nuevas condiciones presentadas por la guerra. En los siguientes meses, todas la naves incompletas del Plan Z se abandonaron y el material fue usado para la construcción masiva de U-Boot.

## Naves

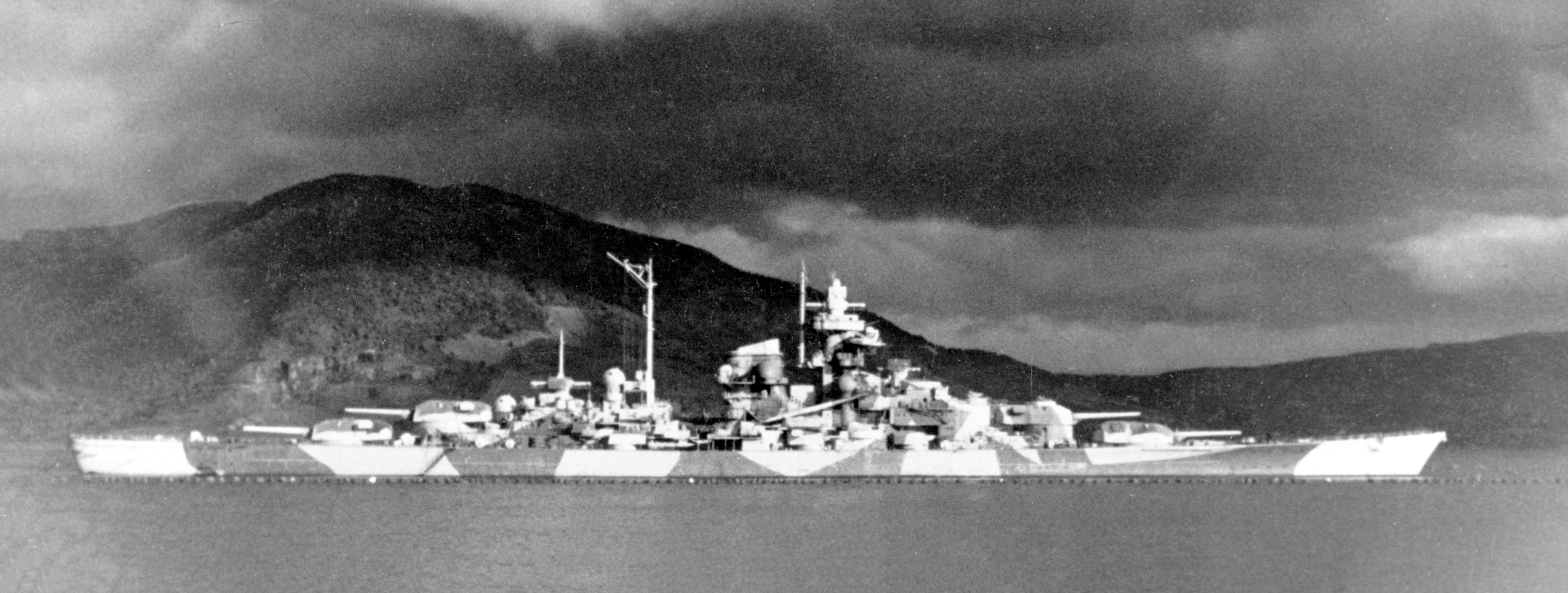
El acorazado en Noruega (1944).

En los albores de la Segunda Guerra Mundial, la Kriegsmarine consistía en seis acorazados, doce cruceros pesados y ligeros, y había siete naves en proceso de construcción. Completaban esta pequeña flota, 21 destructores y 57 U-Boot. En comparación con las flotas británica, estadounidense, Japonesa, italiana o francesa, la alemana era una flota pequeña, no estaba entre las cinco primeras del mundo, sin embargo, en la primera mitad de la guerra, esta pequeña flota se anotó espectaculares triunfos sobre la flota británica.
Sus U-Boot representaron una amenaza real hasta mediados de 1943, pero en la segunda mitad del conflicto las grandes unidades de superficie no demostraron ser eficaces. Causa de ello fueron las restricciones de combustible, una errada política de construcciones navales y restricciones operacionales dictadas por el estamento político nazi. A partir de 1943, las naves de la Kriegsmarine no fueron capaces de continuar los éxitos del periodo 1939-1941.
Algunas de las naves que tenía la Kriegsmarine no llegaron a entrar en servicio. Las naves que tenían mayor porte fueron las protagonistas de los combates navales; sin embargo, las unidades menores que conformaban la escuadra alemana, fueron las que preparaban el camino a los grandes navíos y los protegían a su entrada y salida del puerto. En 1942 se empezó la conversión de 3 barcos de pasajeros alemanes y 2 cruceros inconclusos —el capturado crucero ligero francés De Grasse y el crucero pesado alemán Seydlitz— a portaaviones auxiliares, pero para 1943 el proceso de conversión fue detenido por falta de materiales. Sin algún portaaviones en entrenamiento, las órdenes para el torpedero Fieseler Fi 167 fueron canceladas. Algunos tipos de naves no encajan claramente en las clasificaciones de barcos comúnmente usadas.